# 성우교통 (부산)
성우교통은 부산광역시 사상구에 소속해 있는 마을버스 운송업체이다. 

## 차고지
- 부산광역시 사상구 감전천로 96 (학장동) (본사)

## 운행 노선
- 사상2번 (주례여자고등학교 ~ 주례역)
- 사상2-1번 (청구아파트 ~ 주례1동 주민센터)
- 사상2-2번 (신주례LG아파트 ~ 주례역)